# Kocur (film 2016)
Kocur (tytuł oryg. Kötü Kedi Şerafettin) – turecki film animowany wyprodukowany w 2016 roku przez Anima İstanbul w reżyserii Mehmeta Kurtulusa i Ayse Ünala. Film jest adaptacją komiksu Bülenta Üstüna o tym samym tytule. Polska premiera filmu odbyła się w 25 sierpnia 2017 r. z polskim dubbingiem na kanale Cinemax. Film przeznaczony jest dla widzów dorosłych.

## Fabuła
Szczur Riza oraz mewa Rifki się na szykują przyjęcie przy grillu w Stambule, organizowane przez kota Shero. Przed wieczorem Shero dowiaduje się, że ma nieślubnego syna o imieniu Taco. Potem pełne alkoholu przyjęcie szybko wymyka się spod kontroli. Shero niespodziewanie będzie musiał teraz odnaleźć się w roli współczującego ojca.

## Obsada (głosy)
- Uğur Yücel
- Demet Evgar
- Okan Yalabık
- Güven Kıraç
- Gökçe Özyol
- Ahmet Mümtaz Taylan

| Polski dubbing: |
| • Jakub Wieczorek jako Shero • Sławomir Pacek jako Riza • Waldemar Barwiński jako Rifki • Lidia Sadowa jako Kitka • Jacek Król jako właściciel Shero • Józef Pawłowski jako Taco • Tomasz Grochoczyński jako sprzedawca • Grzegorz Kwiecień jako rysownik • Katarzyna Skolimowska jako starsza pani • Wojciech Żołądkowicz jako Czarny |

## Krytyka w mediach
Niecodzienna animacja, w której świat zwierząt łączy się ze światem ludzi i zawiera nawet pewną refleksję, wydaje się dobrą propozycją dla osób, które lubią opowieści bez cenzury.